# آلتون السفلي (سقز)
قرية آلتون السفلي (بالكردية: ئاڵتوون خواروو) هي إحدى القرى التابعة لـسرا في ريف قسم مركزي من مقاطعة سقز، في محافظة كردستان الإيرانية.

## السكان
حسب إحصاءات سنة 2006، بلغ إجمالي السكان في آلتون السفلي 322 نسمة وعدد المساكن 58 مسكن. لغة سكان آلتون السفلي هي اللغة الكردية وهم من أهل السنة والجماعة والمذهب الشافعي.